# Голубовский (Новосибирская область)
Голубовский — посёлок в Каргатском районе Новосибирской области. Входит в состав Кубанского сельсовета. 

## География
Площадь посёлка — 26 гектаров. 

## Население
| 2002 | 2007 | 2010 |
| ---- | ---- | ---- |
| 56   | ↘38  | ↘16  |

## Инфраструктура
В посёлке по данным на 2007 год функционирует 1 учреждение здравоохранения.